# Кателін Євген Євгенович
Євген Євгенович Кателін (нар. 3 червня 1993, Харків, Україна) — український футболіст, нападник аматорського клубу «Скіф» (Шульгинка).

## Життєпис
Вихованець харківського «Металіста», за молодіжний склад якого зіграв 10 матчів та відзначився 1 голом. У 2011 році перейшов до німецького клубу «Нойштреліц» з Оберліги Нордост, п'ятого дивізіону чемпіонату Німеччини. У команді виступав разом з колишнім одноклубником, Ярославом Богуновим. В Оберлізі зіграв 17 матчів та відзначився 7-ма голами. З 2012 по 2015 роки виступав у чемпіонаті Харківської області за «Електротяжмаш» (Харків) та «Колос» (Зачепилівка). За «Колос» за 2,5 сезони провів у обласному чемпіонаті 35 матчів, у яких забив 26 голів, а також 6 ігор (1 гол) у Кубку України серед аматорів і 4 матчі в Чемпіонаті України серед аматорів.
У 2016 році підсилив друголіговий горностаївський «Мир». Дебтував у футболці горностаївців 24 липня 2016 року в нічийному (0:0) домашньому поєдинку 1-го туру проти «Балкан». Євген вийшов на поле в стартовому складі та відіграв увесь матч. Дебютним голом у складі клубу відзначився 1 жовтня 2016 року на 89-й хвилині переможного (4:0) домашнього поєдинку 12-го туру проти білоцерківського «Арсенала-Київщини». Кателін вийшов на поле на 85-й хвилині, замінивши Захара Насімі. У складі «Миру» в другій лізі провів 16 поєдинків та відзначився 3-ма голами, ще 1 матч провів у Кубку України. Другу частину сезону 2016/17 років провів у складі новоствореного аматорського «Металіста 1925» (4 матчі в аматорському чемпіонаті України).
19 липня 2017 року підписав контракт з охтирським «Нафтовиком-Укрнафтою». Дебютував у складі охтирців 22 липня 2017 року в переможному (2:0) виїзному поєдинку 2-го туру Першої ліги проти кременчуцького «Кременя». Євген вийшов на поле в стартовому складі, на 33-й хвилині отримав жовту картку, а на 88-й хвилині його замінив Олександр Лапін. Дебютним голом у складі «нафтовиків» відзначився 16 вересня 2017 року на 10-й хвилині нічийного (1:1) виїзного поєдинку 12-го туру першої ліги проти «Балкан». Кателін вийшов на поле в стартовому складі, а на 65-й хвилині його замінив Денис Антюх.
Під час зимової перерви в сезоні 2020/21 став гравцем першолігового «Кристала».